# 長野原町
長野原町（ながのはらまち）は、群馬県の北西部、吾妻郡西部にある町。町内の北軽井沢の一部地域は上信越高原国立公園に含まれる。

## 地理
町域は南北に長く高低差は約1000メートルもあり、北部は吾妻川流域の山岳傾斜地帯（標高510 - 830メートル）、南部は浅間高原地帯（標高900 - 1300メートル）である。
北に草津白根山、南に浅間山があり、そのため土質は火山灰土、砂礫土部分が多い。山岳に囲まれていることや、気温が低いことも合わせ、耕作には向いていない。
河川は吾妻川とその支流ともに急流で、川底の侵蝕が激しい。特に吾妻川は河岸段丘を形成し、その河岸段丘上に主な集落がある。町内東部に位置する、吾妻川に計画された八ッ場ダムは、紆余曲折を経て2020年に運用を開始した。
- 山：鼻曲山、浅間隠山、駒髪山、鷹繋山、菅峰、天丸山、大洞山、高間山、天狗嶽、久森嶺、王城山、猿噬山、金花山、栃螺山、堂巌山、丸岩山、箱岩山
- 河川：吾妻川、白砂川、久森沢川、熊川、地蔵川、片蓋川、遅沢川、小宿川
- 湖沼：八ッ場あがつま湖（八ッ場ダム）

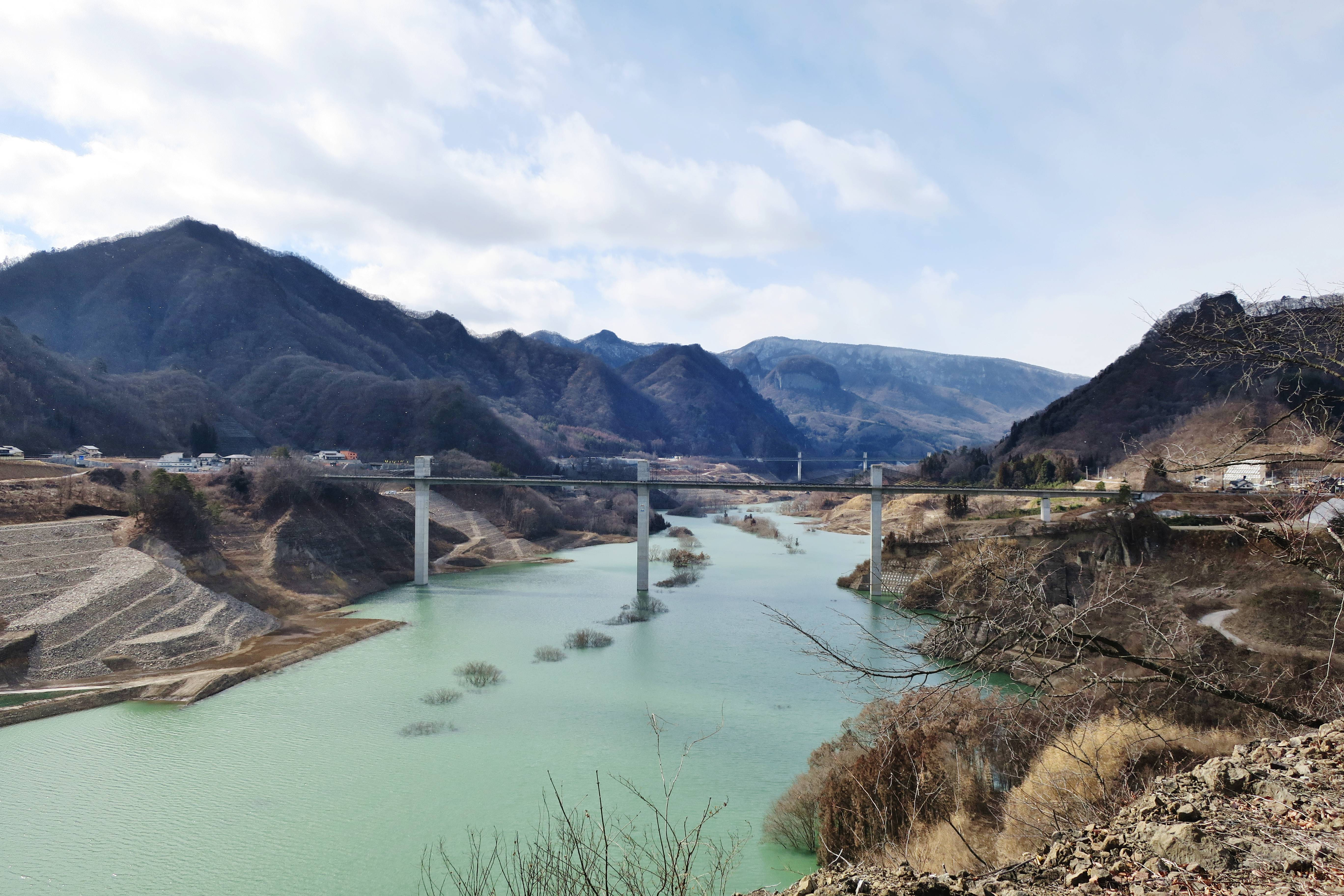
八ッ場あがつま湖

### 隣接自治体
- 群馬県
  - 高崎市
  - 吾妻郡：東吾妻町、嬬恋村、草津町、中之条町
- 長野県
  - 北佐久郡：軽井沢町

## 気候
関東地方は一般的に太平洋側気候であるが、長野原町はその標高の高さと日本海に近いこともあり、中央高地気候と日本海側気候の中間的な気候を示す。しかし、町内でも標高の高さに著しい違いがあり、標高の低い北部と高い南部の2つに大きく分けることができる。
南部は標高1000m以上の高原地帯にあり気温は北海道並（ケッペンの気候区分では亜寒帯湿潤気候）で、年平均気温は7～8度前後、最暖月（8月）の平均気温は20度前後、最寒月（2月）の平均気温は-6度前後であり、最低気温はマイナス20度以下まで下がる。夏は30度を越えることはまれで、実際に避暑地として利用されている。対して北部は標高は510～830mの山岳傾斜地帯に位置し平均気温が2、3度高い。
降水量は年間1200mmから1500mmで、関東地方平野部と変わらない。降水量の違いは地形に影響されるため、北部、南部の比較はできない。

## 歴史

### 先史時代
長野原町の先史時代の遺跡・遺物は、新石器時代のものが多い。遺跡・遺物の検出地は概ね山稜地帯にある。これは、1783年に起きた浅間山の天明大噴火に伴う泥流により、低地は土砂に埋もれてしまったためである。石器では石鏃、石斧などが数多く出土している。土器も出土しているが、ほとんど破片の状態で出土しており、完形のものは極めて少ない。
大字大津字勘場木では縄文時代の住居跡が検出されている。

### 古墳時代
この時代の特徴的な遺跡である古墳は、長野原町では3基（いずれも円墳）しか確認できない。西吾妻で見ても7基であり、東吾妻の200基と比べてその差はあまりに大きい。浅間の泥流の影響や、険阻な地形による土砂崩れで流出したとしてもその差は歴然としている。

### 奈良・平安時代
奈良・平安期の遺物である瓦塔が長野原町中央小学校工事の際に出土している。出土したのは塔の一部にとどまり、全体像をつかむことはできない。

### 鎌倉時代から室町時代
この時代も、長野原町の歴史を史料の上で確認することはできない。

### 源頼朝の巻狩伝説
古来より三原（西吾妻一帯をさす言葉として使われていた。）に源頼朝が巻狩に来たという伝説がある。西吾妻の地名や温泉の由来に源頼朝が関わっているとされるものも多い。長野原町内にある川原湯温泉も源頼朝の巻狩の際、発見されたと伝えられている。
史料として信用度の高い『吾妻鏡』には、下野国那須、信濃国三原（当時西吾妻地方は上野国ではなかった）の巻狩へ源頼朝が出発したとの記述がある。しかし、その記述を追っていくと、結果として三原には行かなかったということがわかる。
一方で、『曽我物語』では、この三原の巻狩についての記述があるが、史料的価値から見ると信用することができない。江戸時代元禄期の『再編吾妻記』にも三原の巻狩の記述がある。しかし、これは伝説と『曽我物語』を元に書かれたものでまったく信用することができない。
源頼朝の三原の巻狩は伝説に過ぎないとも言えるが、このような伝説が古くからあったという事実はある。長野原町には、三原で源頼朝が落馬して、死亡し、長野原町のどこかに埋葬されたというような伝説もある。『吾妻鏡』の三原の巻狩の記述の欠如を説明する為に作られた後付けの話か、それとも、原伝説の一部なのかは全くわからない。

### 長野原町の誕生

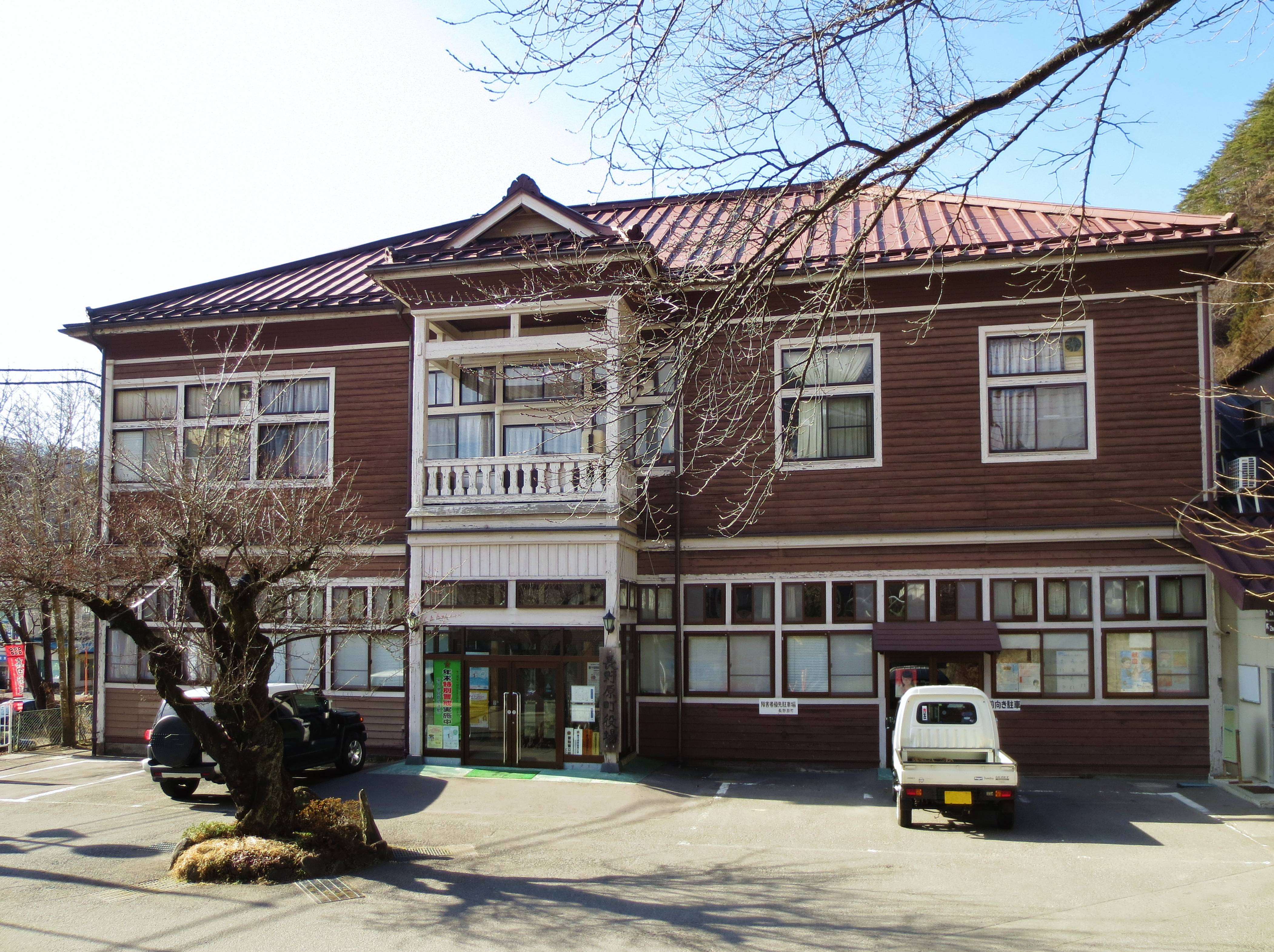
長野原町役場旧庁舎（2016年）

「長野原町」を構成する旧町村は、明治5年の大小区制で第二十大区に編入され、現在他の町村となっている村も含めて、それぞれ第10小区、第11小区、第12小区に分けられた。明治11年に郡区町村制に移行すると、「長野原町」には3つの戸長役場が設置された。その後、1889年（明治22年）5月15日にこの3つの戸長役場の行政区域に属する10町村が合併し、長野原町が誕生した。
※10町村は以下の通り。長野原町、大津村、羽根尾村、与喜屋村、古森村、川原畑村、川原湯村、横壁村、林村、応桑村。
明治の大合併以降、合併を行っていない数少ない自治体のひとつでもある。県内では他に、上野村や嬬恋村、高山村、片品村、川場村がある。また、明治の大合併以降で合併を行っていない自治体で、当初から町制を施行している町も極めて珍しく、かつてはたくさん存在したが、昭和や平成の大合併までにほとんどがほかの町村を編入したり合併によって消滅したため、現在長野原町以外では千葉県の酒々井町しか残っていない。
平成30年（2018年）12月25日より、町役場が新庁舎に移った。。

### 歴代町長
- 桜井伝三郎（明治22年5月15日～明治29年2月28日）
- 浦野安（明治29年3月7日～明治30年11月12日）
- 唐沢太一郎（明治30年12月17日～明治32年1月23日）
- 浦野安（明治32年2月13日～明治33年10月1日）
- 桜井伝三郎（明治34年2月11日～明治34年5月16日）
- 星野勝作（明治34年7月19日～明治34年8月13日）
- 野口茂四郎（明治34年8月13日～明治35年8月15日）
- 浅見安一郎（明治35年9月12日～明治35年12月24日）
- 唐沢林造（明治36年1月28日～明治36年11月29日）
- 桜井伝三郎（明治37年4月16日～明治38年3月11日）
- 萩原国三郎（明治38年4月8日～明治38年11月19日）
- 黒巌有哉（明治38年12月12日～明治40年9月29日）
- 桜井伝三郎（明治40年12月27日～明治44年12月26日）
- 黒巌有哉（明治45年1月15日～大正5年1月14日）
- 浅見安一郎（大正5年2月4日～大正6年2月5日）
- 桜井伝三郎（大正6年3月3日～大正6年7月24日）
- 宮崎亀三郎（大正6年9月1日～大正9年6月7日）
- 樋田喜三郎（大正9年6月15日～大正10年3月15日）
- 桜井新太郎（大正10年3月28日～大正14年3月27日）
- 豊田弥満作（大正14年3月28日～大正14年8月15日）
- 宮崎亀三郎（大正14年8月29日～昭和2年12月28日）
- 桜井新太郎（昭和3年1月12日～昭和7年1月11日）
- 橋爪和作（昭和7年3月8日～昭和7年4月1日）
- 桜井茂吉（昭和7年4月5日～昭和9年7月24日）
- 浅井国三郎（昭和9年10月18日～昭和12年5月25日）
- 桜井新太郎（昭和12年5月28日～昭和16年5月27日）
- 浅見安喜（昭和16年5月28日～昭和17年6月21日）
- 田村学（昭和17年6月21日～昭和21年12月12日）
- 桜井茂吉（昭和22年6月23日～昭和25年3月27日）
- 萩原恭次（昭和25年4月30日～昭和29年4月29日）
- 桜井武（昭和29年4月30日～昭和49年4月29日）
- 樋田富次郎（昭和49年4月30日～平成2年4月29日）
- 田村守（平成2年4月30日～平成18年4月29日）
- 高山欣也（平成18年4月30日～平成26年4月29日）
- 萩原睦男（平成26年4月30日～）

## 警察
- 長野原警察署

## 消防
- 吾妻広域消防本部 西部消防署
  - 長野原分署（吾妻郡長野原町与喜屋甲14）

## 人口
| |                                          |  |
| 長野原町と全国の年齢別人口分布（2005年） | 長野原町の年齢・男女別人口分布（2005年） |  |
| ■紫色 ― 長野原町 ■緑色 ― 日本全国 | ■青色 ― 男性 ■赤色 ― 女性                |  |
| 長野原町（に相当する地域）の人口の推移 \| 1970年（昭和45年） \| 7,342人 \| \| \| 1975年（昭和50年） \| 7,194人 \| \| \| 1980年（昭和55年） \| 7,237人 \| \| \| 1985年（昭和60年） \| 7,063人 \| \| \| 1990年（平成2年） \| 6,878人 \| \| \| 1995年（平成7年） \| 7,017人 \| \| \| 2000年（平成12年） \| 6,939人 \| \| \| 2005年（平成17年） \| 6,563人 \| \| \| 2010年（平成22年） \| 6,017人 \| \| \| 2015年（平成27年） \| 5,536人 \| \| \| 2020年（令和2年） \| 5,095人 \| \| |                                          |  |
| 総務省統計局 国勢調査より |                                          |  |
| 1970年（昭和45年） | 7,342人                                  |  |
| 1975年（昭和50年） | 7,194人                                  |  |
| 1980年（昭和55年） | 7,237人                                  |  |
| 1985年（昭和60年） | 7,063人                                  |  |
| 1990年（平成2年） | 6,878人                                  |  |
| 1995年（平成7年） | 7,017人                                  |  |
| 2000年（平成12年） | 6,939人                                  |  |
| 2005年（平成17年） | 6,563人                                  |  |
| 2010年（平成22年） | 6,017人                                  |  |
| 2015年（平成27年） | 5,536人                                  |  |
| 2020年（令和2年） | 5,095人                                  |  |

### 衆議院
- 任期 ： 2024年（令和6年）10月27日 - 2028年（令和10年）10月26日（「第50回衆議院議員総選挙」参照）

| 選挙区 | 議員名   | 党派名     | 当選回数 | 備考   |
| --- | -------- | ---------- | -------- | ------ |
| 群馬県第5区（長野原町、渋川市、富岡市、安中市、高崎市〈旧群馬町・箕郷町・榛名町・倉渕村域〉、北群馬郡、甘楽郡、吾妻郡） | 小渕優子 | 自由民主党 | 9        | 選挙区 |

## 地域

### 大字
- 長野原（ながのはら）
- 大津（おおつ）
- 羽根尾（はねお）
- 与喜屋（よきや）
- 古森（ふるもり）
- 川原畑（かわらはた）
- 川原湯（かわらゆ）
- 横壁（よこかべ）
- 林（はやし）
- 応桑（おおくわ）
- 北軽井沢（きたかるいざわ）

## 経済

### 商業

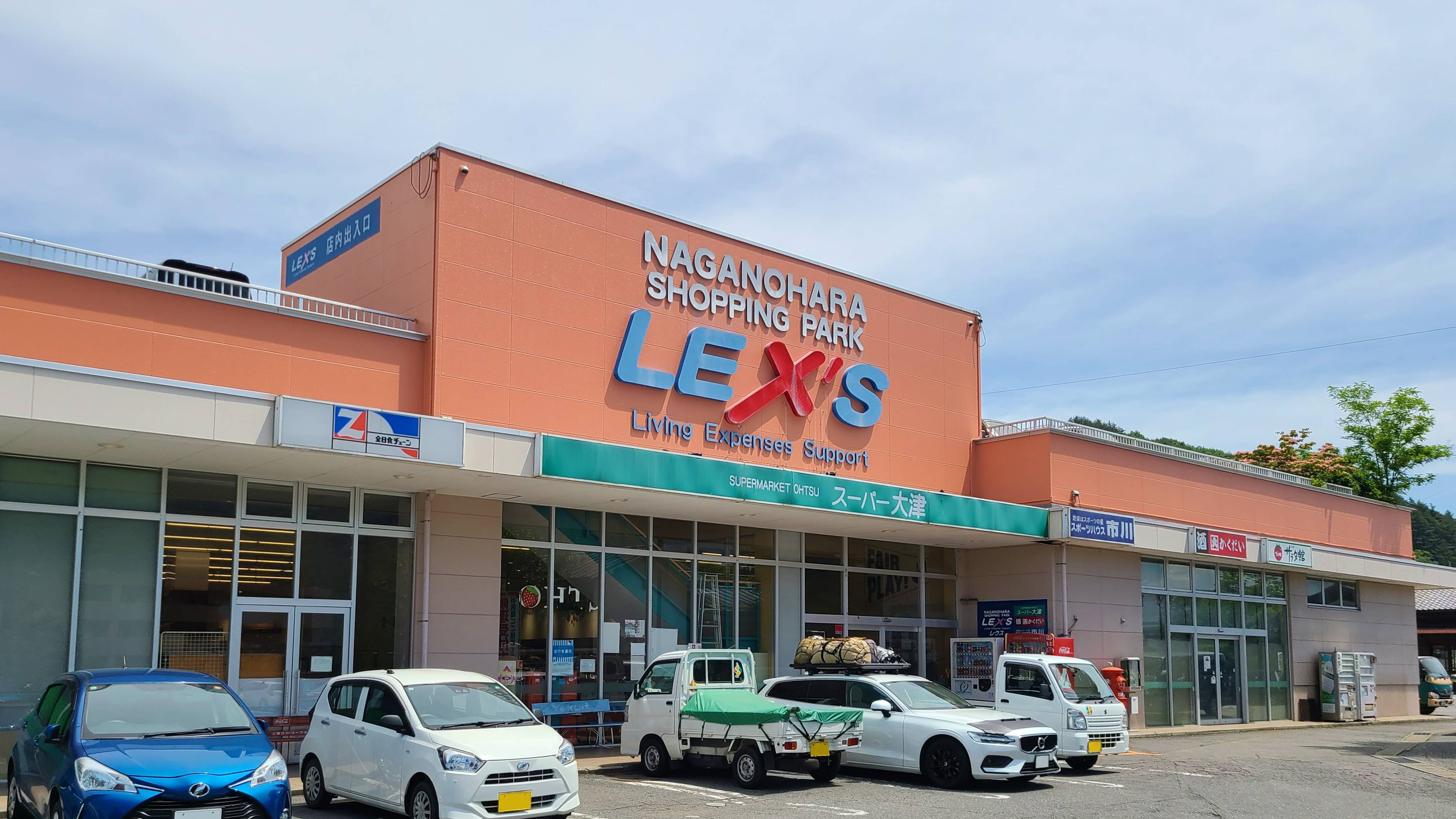
長野原ショッピングセンター レクス

- 長野原ショッピングセンター レクス（LEX'S、「Living Expenses Support」の略） - 大字大津にあるショッピングセンター。衣料品店のしまむら、スーパーマーケットのスーパー大津、ギフトショップのサラダ館、ホームセンターのコメリなどが入所する[4]。

## 教育

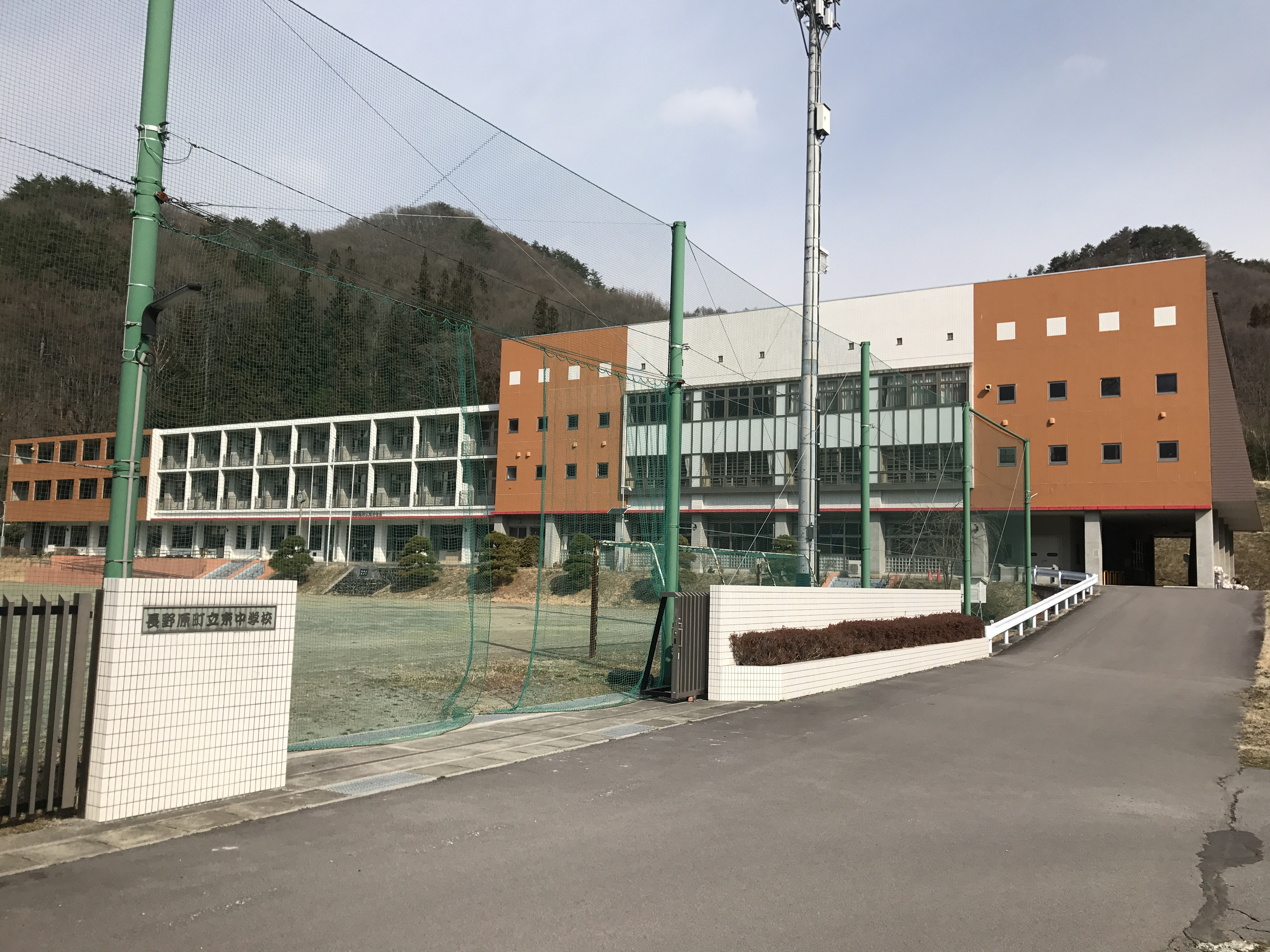
長野原町立長野原中学校

### 高等学校
- 群馬県立長野原高等学校

### 中学校
- 長野原町立東中学校 (2023年3月閉校、4月より西中学校と統合)
- 長野原町立西中学校 (2023年3月閉校、4月より東中学校と統合)
- 長野原町立長野原中学校 (2023年4月開校)

### 小学校
- 長野原町立第一小学校 (2021年3月閉校、4月より中央小学校と統合）
- 長野原町立中央小学校 (2021年3月閉校、4月より第一小学校と統合)
- 長野原町立中央小学校 (2021年4月開校)
- 長野原町立応桑小学校 (2024年3月閉校、北軽井沢小学校と統合)
- 長野原町立北軽井沢小学校 (2024年3月閉校、応桑小学校と統合)
- 長野原町立浅間小学校 (2024年4月開校)

このほか北軽井沢地区に跡見学園女子大学の研修所がある。同大学は町と2016年、観光分野などの人材育成などで連携する協定を結んでいる。

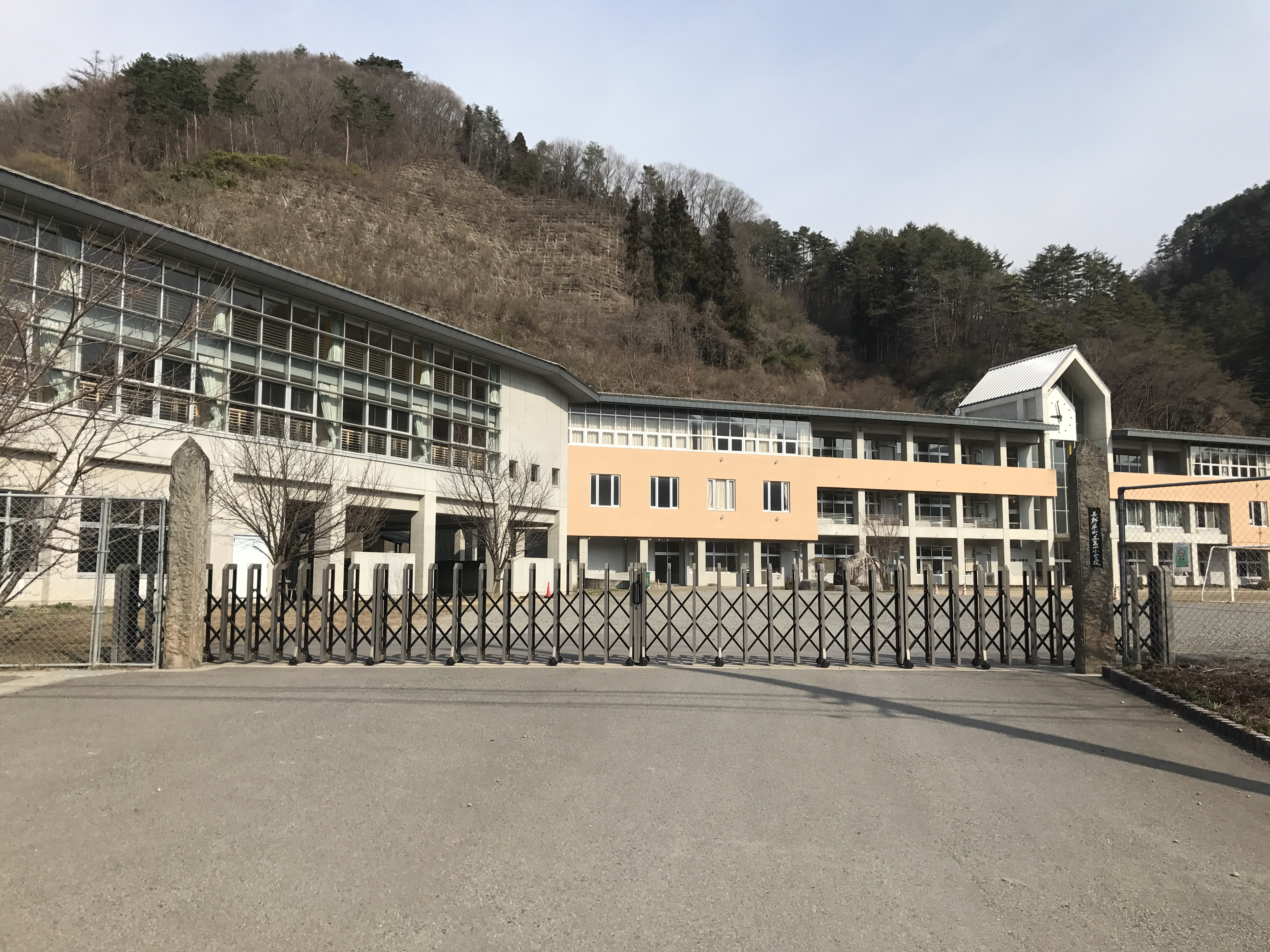
旧第一小学校
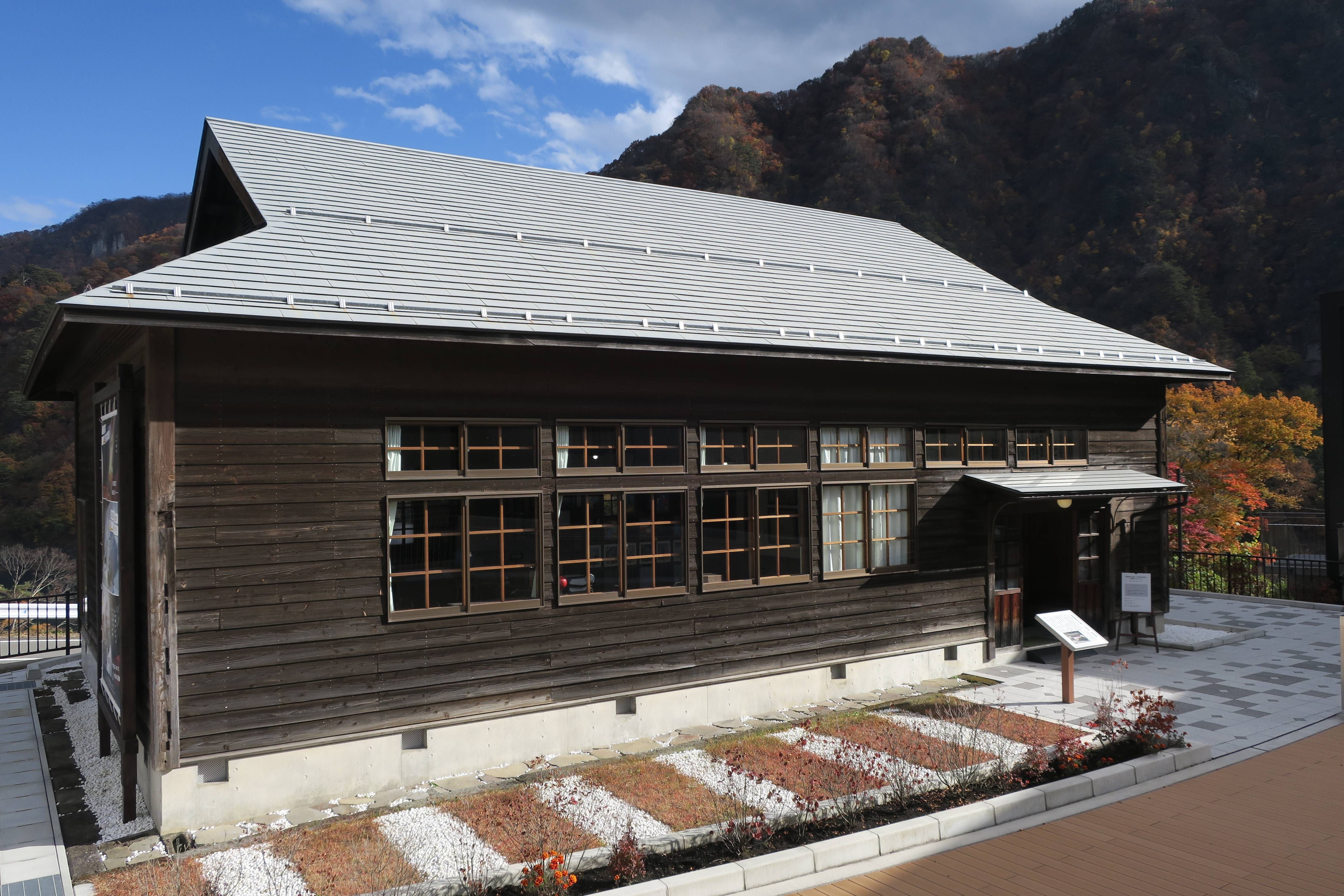
旧第一小学校旧校舎

## 交通

### 鉄道
東日本旅客鉄道
- ■ 吾妻線：川原湯温泉駅 - 長野原草津口駅 - 群馬大津駅 - 羽根尾駅

中心となる駅：長野原草津口駅

#### 廃線・廃止
- 草軽電気鉄道

### 路線バス
- JRバス関東
- 草軽交通
- 中之条町営バス（長野原草津口駅～旧・六合村）
- 高速バス上州ゆめぐり号（バスタ新宿－長野原草津口・長野原役場前・草津温泉）（JRバス関東が運行）
- 高速バス東京ゆめぐり号（東京駅－長野原草津口・長野原役場前・草津温泉）（JRバス関東が運行）
- 高速バス渋谷－軽井沢草津線（東急トランセ・京王バス・上田バス・西武高原バス共同運行）2017.3.16より

### 道路

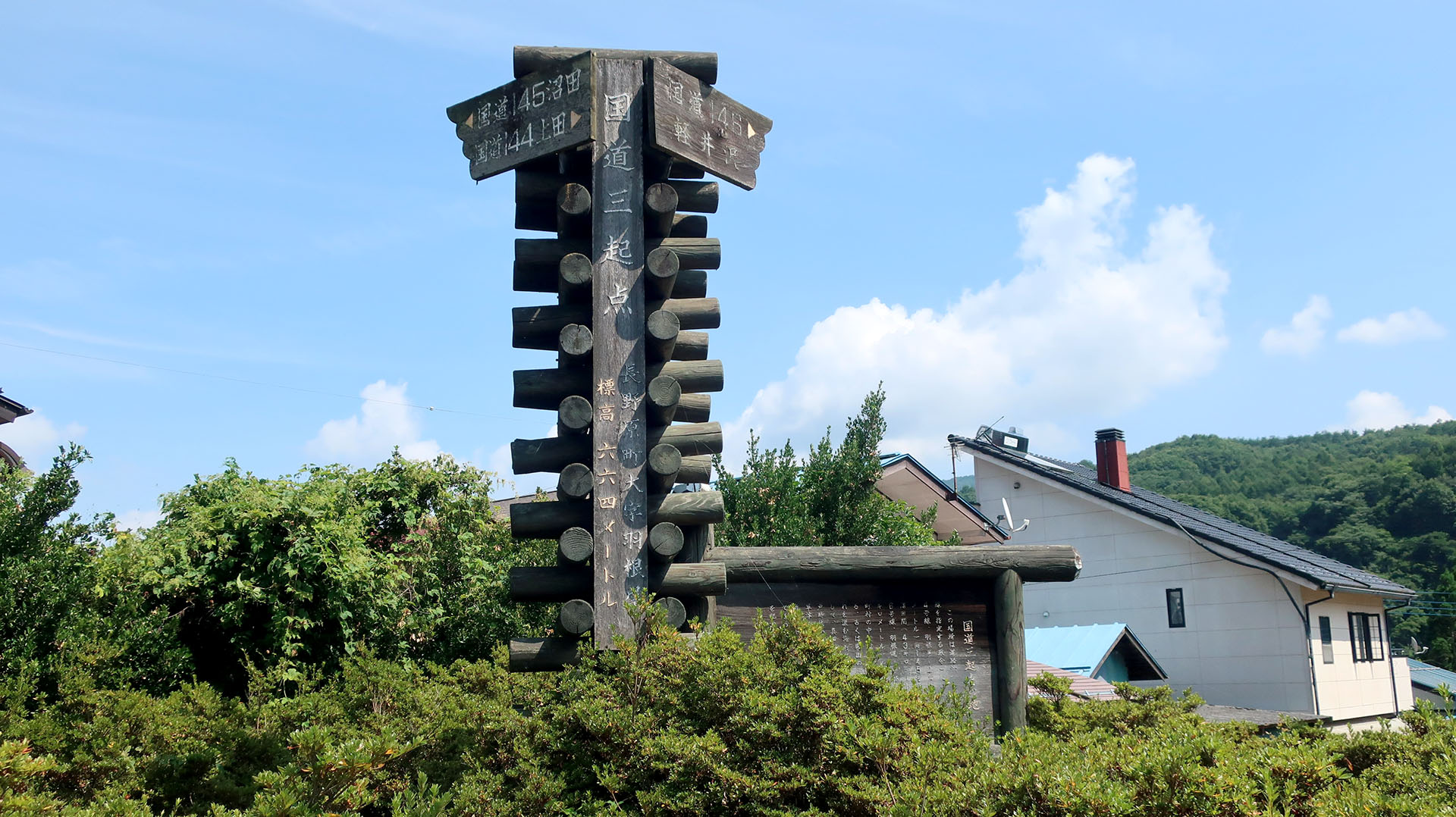
「三国道起点」のモニュメント

市内のJR吾妻線羽根尾駅前にある羽根尾交差点は、国道144号（ - 終点・長野県上田市）、国道145号（ - 終点・沼田市）、国道146号（ - 終点・長野県軽井沢町）が集まる国内でも珍しい連番3国道の起点となっており、これを記念する木製のモニュメントが建てられている。
一般国道
- 国道144号、国道145号、国道146号、国道292号、国道406号

都道府県道
- 群馬県道54号長野原倉渕線
- 群馬県道241号嬬恋応桑線
- 群馬県道235号大笹北軽井沢線

## 観光

### 名所・旧跡
- 川原湯温泉
- 川原湯温泉あそびの基地NOA
- やんば天明泥流ミュージアム
- 八ッ場湖の駅丸岩
- 不動の滝
- 浅間園
- 浅間火山博物館
- 林温泉
- 浅間山北麓ビジターセンター

### 祭事・催事
- 湯かけ祭り（毎年1月20日）
- 八ッ場あがつま湖グリーンフェスティバル（毎年8月8日）
- 王城山神社の団子相撲（毎年8月28日）

## 人物

### 出身著名人
- 桜井昇 - 将棋棋士
- 萩原進 - 歴史学者

### 長野原にゆかりのある著名人
- 荻原健司 - 元スキーノルディック複合選手。長野原高校卒